# Antoine Laurent Dantan
Antoine Laurent Dantan soprannominato Dantan il Vecchio (Saint-Cloud, 8 dicembre 1798 – Saint-Cloud, 25 maggio 1878) è stato uno scultore francese, a volte confuso con suo fratello Jean-Pierre Dantan, anch'egli scultore e disegnatore oggi più conosciuto.

## Biografia
Formatosi, come suo fratello Jean-Pierre dopo di lui, alla bottega di suo padre, intagliatore di legno, entrò all'École des Beaux-Arts di Parigi nel 1816 e studiò sotto lo scultore François-Joseph Bosio prima ad essere insignito del Prix de Rome nel 1828 .
Fu l'autore delle statue in stile accademico che adornano i monumenti di molte città in Francia, come le statue di Jacques Lemercier e Philippe Delorme per la Corte del Louvre o la statua dell'arcangelo Raffaele alla chiesa della Madeleine a Parigi .
Egli è noto anche per opere conservate al Louvre: il Giovane nuotatore che gioca con un cane (gruppo marmoreo del 1833) e l'Ebbrezza di Sileno (bassorilievo di marmo del 1868)
Suo figlio Édouard Joseph Dantan (1848-1897) proseguì la tradizione artistica della famiglia e divenne un noto e premiato pittore.

## Galleria di sculture

Œuvres d'Antoine Laurent Dantan
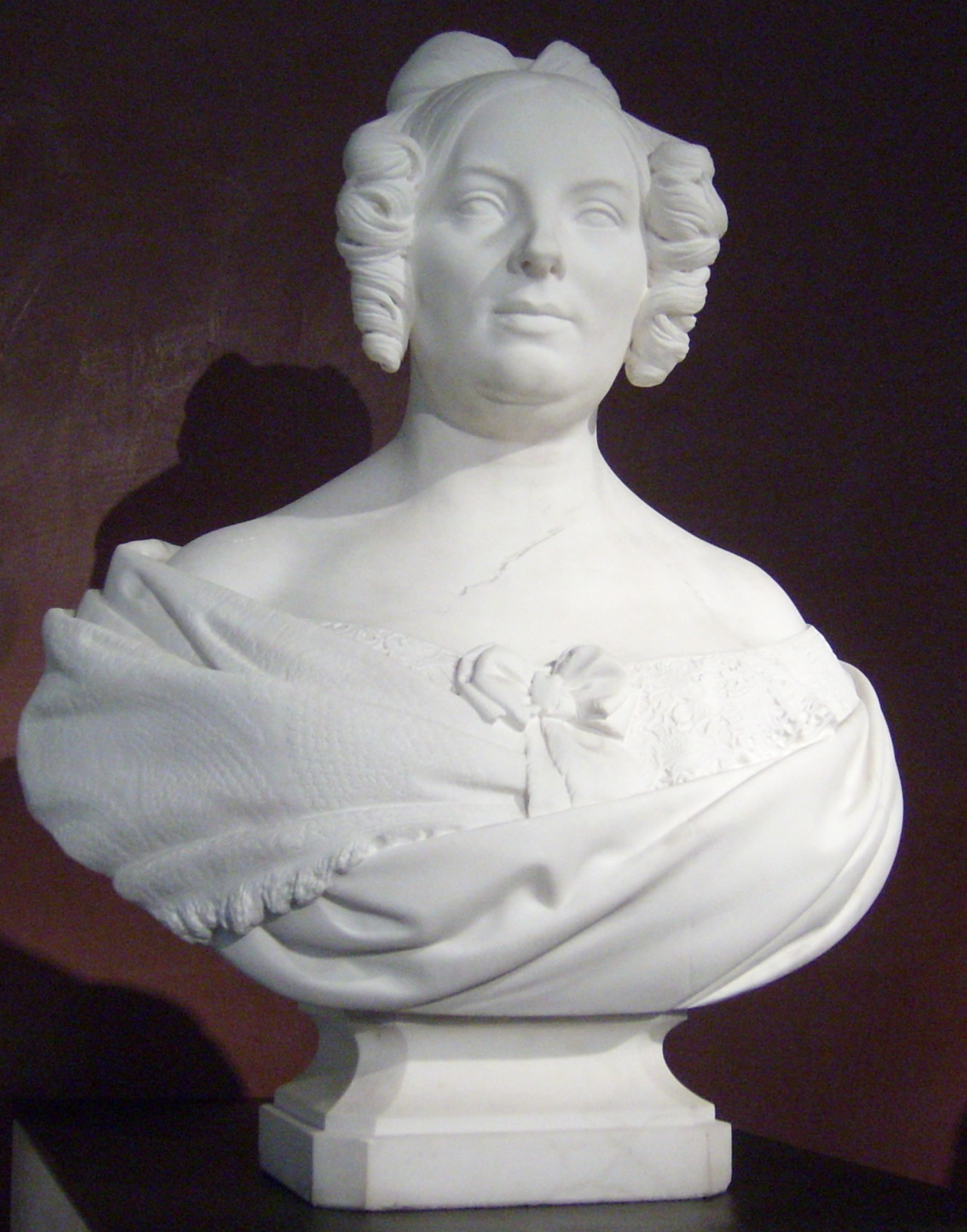
Madame de Mirbel (1852), Amiens, museo di Piccardia.
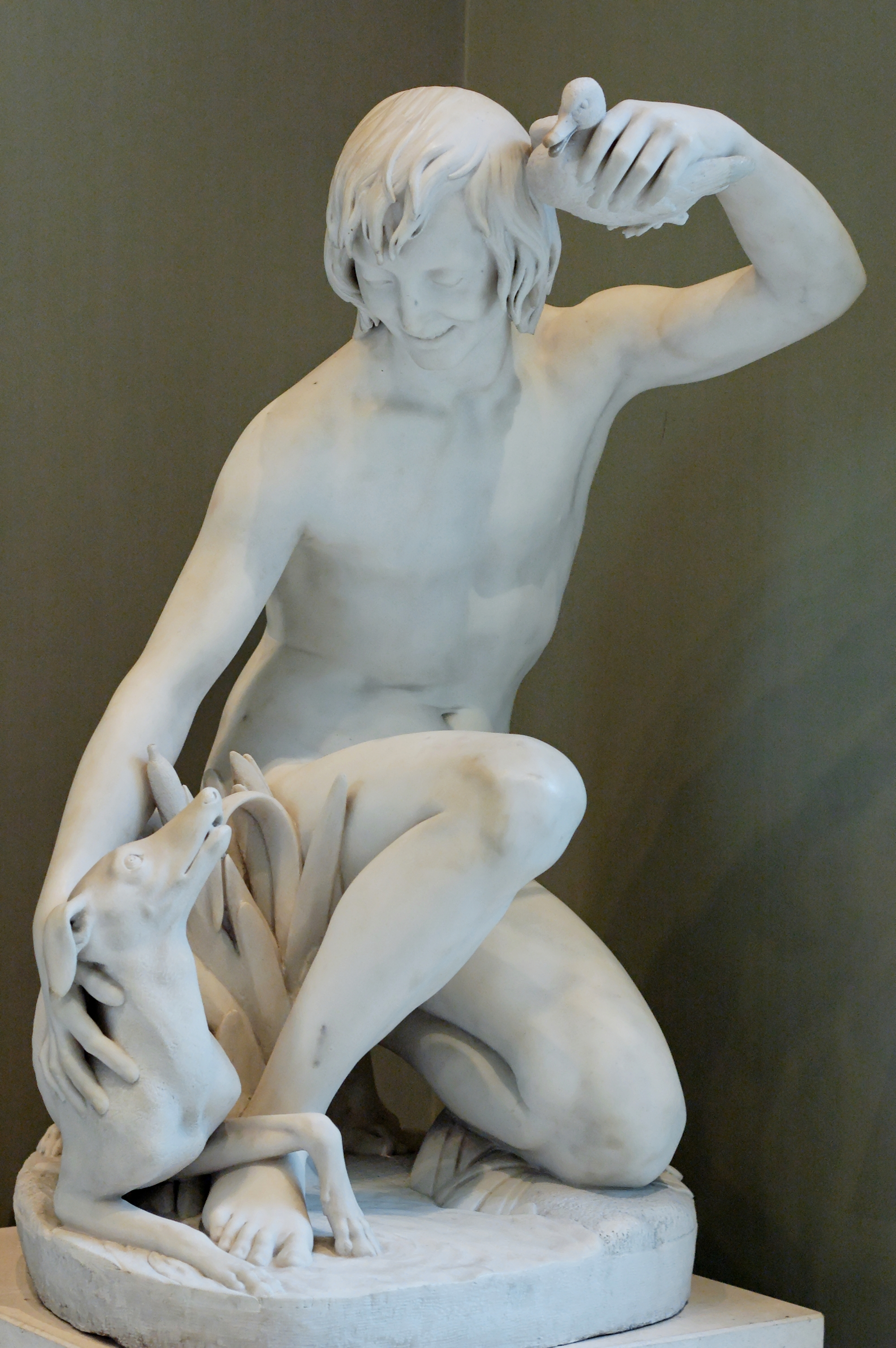
Giovane bagnante che gioca con un cane (1833), Parigi, museo del Louvre.
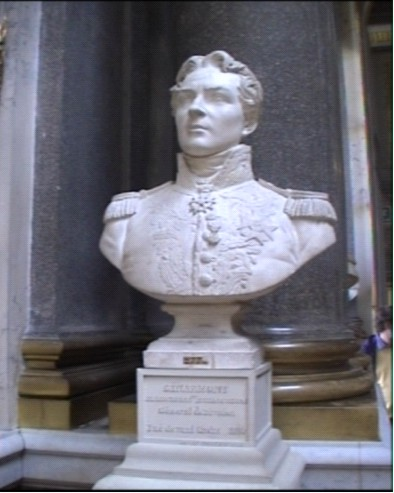
Alexandre Antoine Hureau, barone di Senarmont, castello di Versailles, galerie des Batailles.
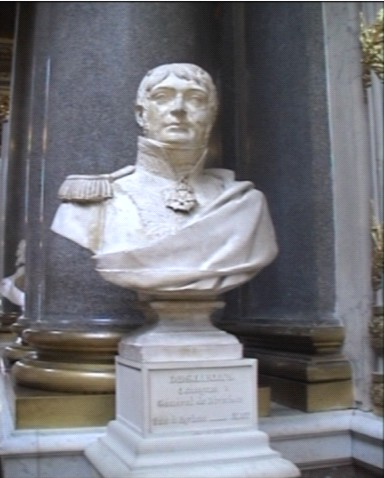
Jacques Desjardins, castello di Versailles, galerie des Batailles.